# Joinvillea bryanii
Joinvillea bryanii är en gräsväxtart som beskrevs av Erling Christophersen. Joinvillea bryanii ingår i släktet Joinvillea och familjen Joinvilleaceae.
Artens utbredningsområde är Samoa. Inga underarter finns listade i Catalogue of Life.